# Phyllocnistis exiguella
Phyllocnistis exiguella är en fjärilsart som beskrevs av Van Deventer 1904. Phyllocnistis exiguella ingår i släktet Phyllocnistis och familjen styltmalar. Inga underarter finns listade i Catalogue of Life.